# Hammock
Hammock (в переводе с англ. — Гамак) — американский музыкальный дуэт, созданный Марком Бирдом (англ. Marc Byrd) и Эндрю Томпсоном (англ. Andrew Thompson). Hammock совмещает живые инструментальные записи, вокал, электронные ритмические фигуры, гудящие гитары в атмосферном звучании.

## История

### До Hammock
В 1995 году Марк Бирд, совместно с Дрю Пауэлом (англ. Drew Powell) и Хэмптоном Тальяферро (англ. Hampton Taliaferro) создал в Арканзасе альтернативную рок-группу Common Children.

Мой никнейм в Арканзасе был «Марк Марк Марк», так как я использовал очень большие задержки на гитаре, — говорит Марк, смеясь, — Это звучание было моим способом выражения того, что я чувствовал, это была попытка совместить красоту и пространство.
Оригинальный текст (англ.)"My nickname back in Arkansas was ‘Marc Marc Marc’ because I used so much delay on my guitar," says Hammock’s Marc Byrd, laughing. "That sound was my way of expressing what I felt and was an attempt at communicating beauty and space."
— Марк Бирд, один из участников группы Hammock
Позже к ним присоединились гитарист Эндрю Томпсон и вокалист Кристина Гласс (англ. Christine Glass). В 2000 году Кристина и Марк повенчались и создали группу GlassByrd.
Группа Common Children записала три альбома и распалась в 2002 году. После распада группы Марк Бирд и Эндрю Томпсон продолжили экспериментировать с эмбиент-записями, впрочем, не придавая этому большого значения.

### Формирование группы. Дебютный альбом
Первоначально Марк и Эндрю не собирались выпускать релизы на основе совместных записей. Но после записи более 19 песен они изменили своё мнение. Марк и Эндрю продолжили записывать песни, и к концу года их уже было более 30. После того, как записи были прослушаны заново, тема альбома была найдена. Из записанного материала Марк и Эндрю выбрали шестнадцать песен, и в марте 2005 года группа на собственном лейбле, Hammock Music, выпускает дебютный альбом под названием «Kenotic». Альбом получил положительные отзывы, в частности, Джеймс Масон в своём обзоре для AllMusic сказал, что «...Kenotic в любом случае является претендентом на классический статус в жанре шугейз»
В этом же году группа выпускает EP «Stranded Under Endless Sky».
В ноябре 2005 группа выпускает альбом «The Sleep-Over Series (Volume 1)». Из шести песен альбома только вторая, «Empty Page/Blue Sky», принадлежит авторству Hammock — остальные песни были записаны Марком Бирдом самостоятельно.
Музыка Hammock звучала трижды во время освещения NBC по радио Зимних Олимпийских Игр 2006 — были использованы песни «Winter Light», «Rising Tide» и «What Heaven Allows» из альбома «Kenotic».

### Попытка остановить эхо
В августе 2006 года группа подписала контракт с лейблом Darla Records и 20 ноября 2006 года выпустила на этом лейбле альбом «Raising Your Voice... Trying To Stop An Echo». С выходом этого альбома, Hammock «оставили позади дрим-поп сцену, откуда они пришли, и стали группой, создающей поистине уникальную музыку — трансцендентный шугейз» Новый альбом получился меланхоличный, с мелодичным звучанием и содержательной текстурой.
6 мая 2008 года группа выпустила новый альбом, «Maybe They Will Sing for Us Tomorrow».
18 мая 2010 года группа выпустила очередной альбом, получивший название, «Chasing After Shadows… Living with the Ghosts».
6 июля 2012 года, Hammock объявили, что начали работу над своим пятым полноценным альбомом, получившим название Departure Songs. Он был выпущен 2 октября 2012 года. Departure Songs является первым двойным альбомом в дискографии группы, и содержит 19 композиций.
10 мая 2013 года, Hammock сообщили, что приступили к микшированию своего нового альбома под названием Oblivion Hymns, который будет выпущен в октябре 2013 года.

## Дискография
- 2005 — Kenotic
- 2005 — Stranded Under Endless Sky (EP)
- 2005 — The Sleep-Over Series (Volume 1)
- 2006 — Raising Your Voice... Trying To Stop An Echo
- 2008 — Maybe They Will Sing for Us Tomorrow
- 2010 — Chasing After Shadows... Living With The Ghosts
- 2010 — Chasing After Shadows... Living With The Ghosts (Outtakes) (EP, цифровой альбом)
- 2010 — North, West, East, South (EP, ограниченное издание)
- 2010 — Longest Year (EP)
- 2011 — Like New Year's Day (сингл, записан совместно с Matthew Ryan)
- 2012 — Departure Songs
- 2013 — EP's, Singles and Remixes
- 2013 — Oblivion Hymns
- 2016 — Everything And Nothing
- 2017 — Mysterium
- 2018 — Columbus Original Motion Picture Soundtrack[9]
- 2018 — Far Cry 5: We Will Rise Again (Original Game Soundtrack)
- 2018 — Universalis [10]

### Статьи и интервью
- Part Seventy-Two: Hammock — Интервью с Hammock @ erasingclouds.com
- Interviews 2007: Hammock — Интервью с Марком Бирдом @ Press Play, Record
- Endless Sky: an Interview with Hammock — Интервью с Hammock @ Trap Door Sun
- Two and a Half Questions with Hammock — Интервью с Hammock @ Headphone Commute